# Сунчаница (гљива)
Сунчаница (лат. Macrolepiota procera), позната још и као козарка, прстенка и срндаћ, јестива је гљива, расте у свим шумама, а нарочито у мешовитим и багремовим, али и на ливадама, а има је и у воћњацима. Веома је честа, а расте на разним надморским висинама. Време раста у касно лето и у јесен (од септембра до новембра). Једе се само шешир (који се често у кулинарству похује) и сматра се једном од најукуснијих посластица.

## Изглед и распознавање
- Шешир: пречника 10-30 см, округао или јајолик, старији отворен са испупченим теменом, основна боја сивосмеђа са тамнијим љуспама, испупчење тамносмеђе.
- Листићи: бели, густи, мекани.
- Дршка: висока 20-40 см, танка, ваљкаста, шупља, ишарана тамносмеђим љускама, дно гомољасто задебљано, носи трајни покретни прстен.
- Месо бело, мекано, пријатног укуса и мириса и често има примесе ружичасте боје.

## Двојнице
Род који је сличан роду Macrolepiota je Chlorophyllum. Иако изгледају врло слично, постоји неколико кључних карактеристика по којима се разликују а то су: боја спора, дршка, изглед шешира и присуство прстена. Споре рода Macrolepiota су беле боје док су код Chlorophyllum-a зелене. Прстен код сунчаница је у ранијим стадијумима развића причвршћен за дршку док касније постаје покретан а код Chlorophylluma је дршка глатка и без остатака са потпуно непокретним двоструким прстеном. 

## Употреба у исхрани

### Салата од сунчаница
За ово јело одаберемо младе сунчанице које се још нису отвориле. Ољуштимо им кожицу и исецкамо их на кришкице. Потом припремамо прелив од уља, лимунов сок, со и бибер и додамо га у гљиве. Оставимо то да одстоји
15 минута, пребацимо у посуду за сервирање салате и нарендамо преко свега пармезан. Потребно: 600 гр.сунчанице;1 дл. уље;сок од пола лимуна;со и бибер по укусу и пармезан 300 грама.

### Похована сунчаница
Употребљавамо сасвим свеже сунчанице којима су листови још сасвим бели. Шешир сунчанице очистимо темељно влажном марамицом без прања водом. Клобук сунчаница посолимо са обе стране, уваљамо у брашно,јаја и на крају у презлу. Пржимо их у уљу са обе стране док не добију златно-смеђу боју. Тако упржене сунчанице вадимо из тигања и стављамо на папирни убрис који упија сав вишак уља. Побиберимо врућ клобук сунчанице и сервирамо за јело. Потребно: 4 клобука сунчанице;со и бибер по укусу;200 гр брашна;2 јаја;50 гр.презле и 0,5 деци уља.

## Сродне врсте
- Сунчаница са љуштуром (Macrolepiota rhacodes)
- Сисата сунчаница (Macrolepiota gracilenta)
- Огуљена сунчаница (Macrolepiota excoriata)